# DeltaWing
El DeltaWing es un coche de carreras prototipo diseñado por Ben Bowlby, que debutó en las 24 horas de Le Mans de 2012, inscrito bajo el nombre de Proyecto 56. Fue construido por un convenio entre el equipo Ben Bowlby Racing (en el diseño del coche), y el equipo de Dan Gurney, el All American Racers (que se encargó para su construcción), junto al Duncan Dayton's Highcroft Racing (equipo de carreras que compitió en la carrera de las 24 Horas de Le Mans) y el propietario de la International Motor Sports Association Don Panoz (como asesor). Una división deportiva de Nissan llamada NISMO también colaboró en el desarrollo del coche.

## Historia

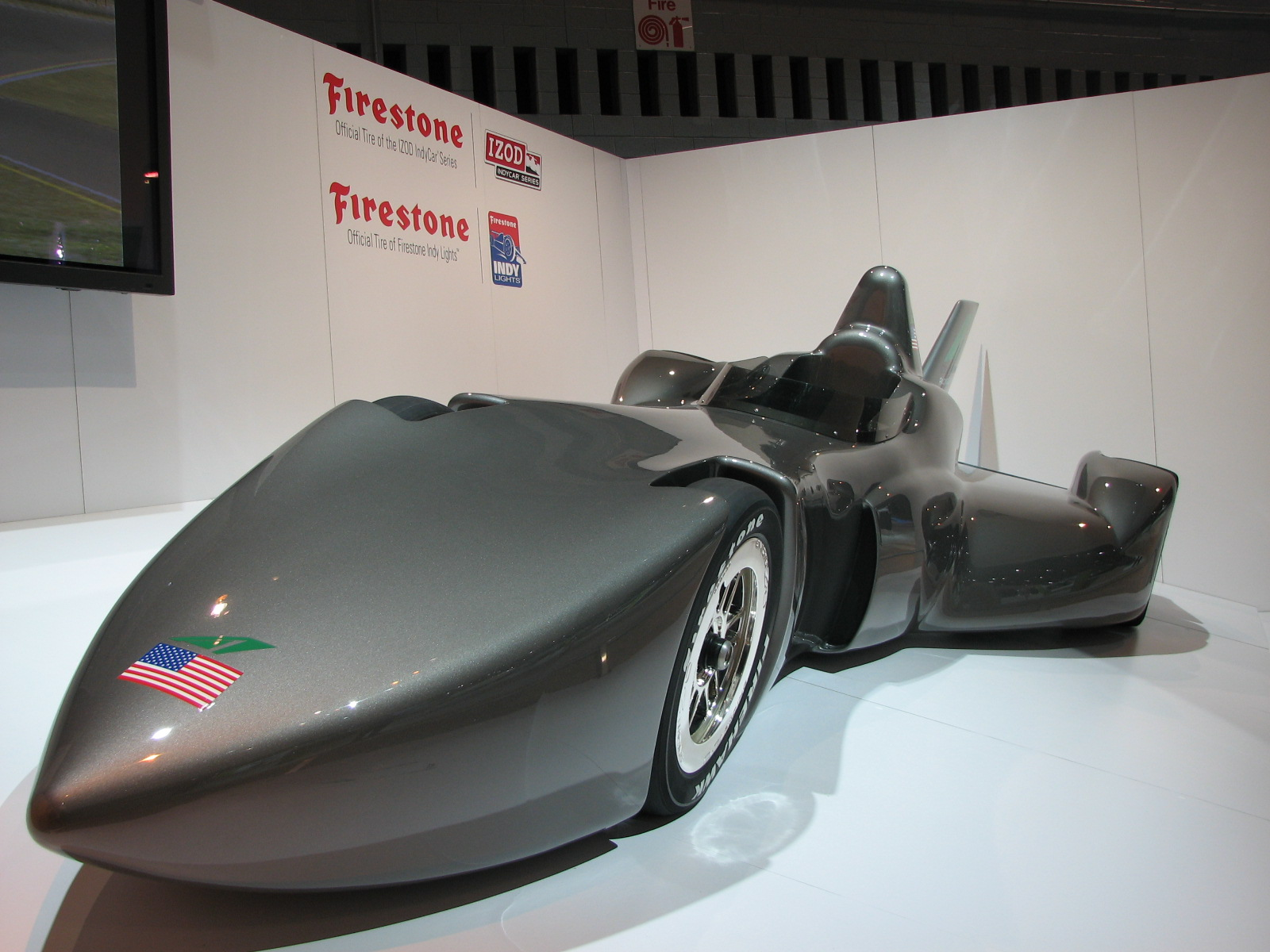
DeltaWing diseño demostrado originalmente para ser coche monoplaza para la IndyCar Series

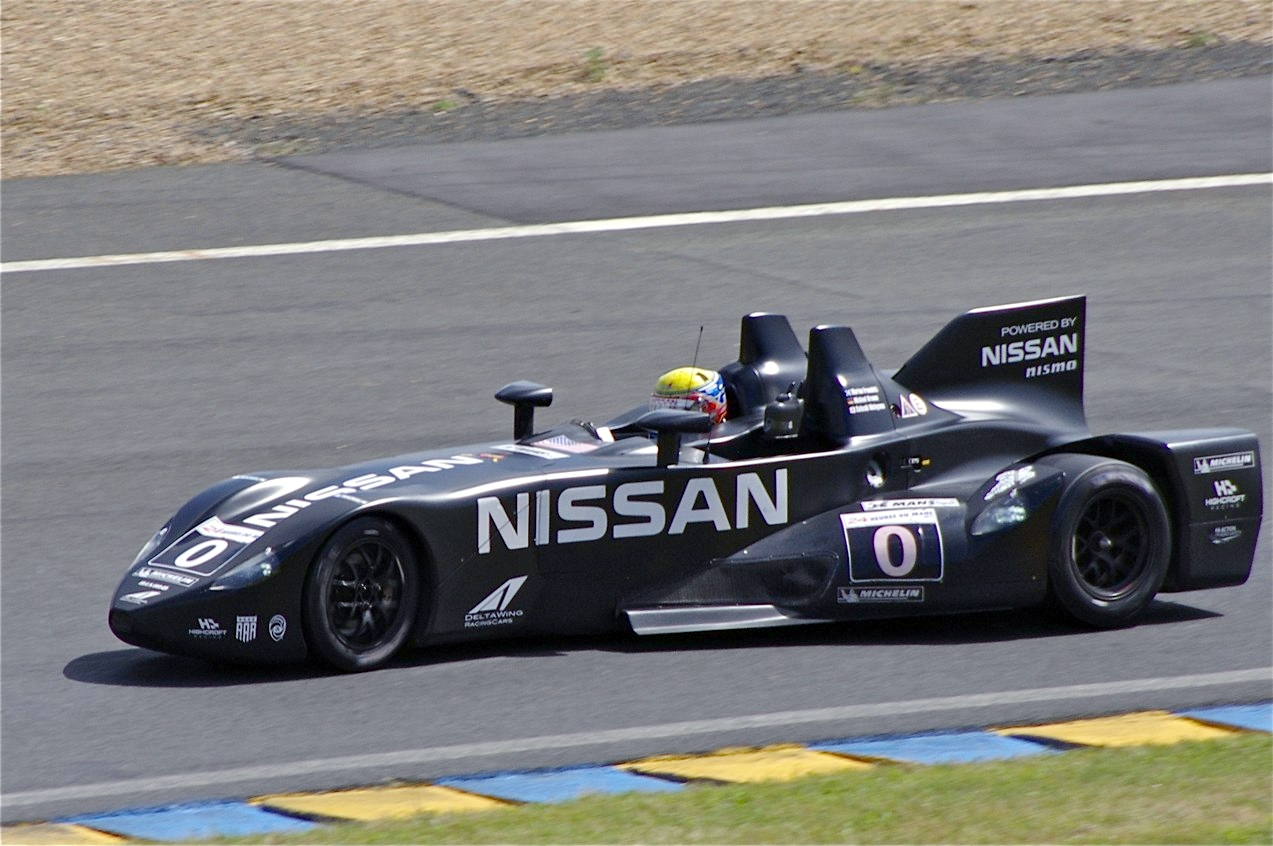
DeltaWing en las 24 Horas de Le Mans de 2012.

El proyecto se inició en enero de 2009, cuando Bowlby comenzó a diseñar un nuevo diseño de coche monoplaza para la Serie IndyCar, cuyo vehículo originalmente estaba destinado a ser el nuevo coche a partir de la temporada 2012.
Con el respaldo financiero de Chip Ganassi, propietario del equipo Chip Ganassi Racing, el prototipo fue presentado en febrero de 2010 en el Auto Show de Chicago. Ganassi originariamente fue el dueño del coche y sus patentes. En julio de 2010, la serie IndyCar después de un concurso para elegir el coche de la temporada 2012, finalmente eligió el diseño de su competidor Dallara en su lugar.
Bowlby luego trabajó con Don Panoz para presentar la idea a los representantes del ACO, los organizadores de las 24 Horas de Le Mans. Solicitaron una participación y recibió una invitación especial para competir en la carrera de las 24 Horas de Le Mans del 2012.
A pesar del escepticismo sobre el proyecto, el DeltaWing hizo su debut en pista el 1 de marzo de 2012, completando una prueba en Buttonwillow Raceway Park.
El DeltaWing compitió en Petit Le Mans en 2012. Panoz dijo que esperaba que el coche tednría el aval ya que estaría regulado dentro de las clases LMP1 y LMP2 en la American Le Mans Series en 2013, o que se sustituyese al Oreca FLM09 en la clase Prototipo Desafío Le Mans LMPC como coche especial.
El 5 de febrero del 2013, Marshall Pruett de SpeedTV.com reveló que Don Panoz, inscribiría los DeltaWing en la American Le Mans Series para la temporada 2013 en Sebring International Raceway, el Mazda Raceway Laguna Seca, y el Circuito Callejero de Baltimore, pruebas de la serie americana de Sport Prototipo. Panoz desarrollaría el coche sin los socios originales de DeltaWing como lo fue Nissan, All American Racers, Michelin, y la compañía de Ben Bowlby alas DeltaWing Racing Cars. En lugar de eso, para que el vehículo sea ajustado a normas de prototipos 2 de la serie, Panoz hizo que el modelo del 2013 tuviese las especificaciones de los prototipos 1, así como permitir que el coche fuese competitivo para que compitiera por los puntos de la clasificación en la que tuviese una entrada dentro de los prototipos 1 (P1) de manera parcial o completa. La versión de Sebring seguiría siendo un prototipo de techo abierto, pero las versiones posteriores sería cerrado en la parte superior. La planta motriz sería un motor MZR 2.0Lt de Mazda basándose en el que actualmente produce 345 caballos según el banco de pruebas y es más ligero que el motor Nissan RML que fue construido en 2012. Se rumorea aIteraciones futuras en la que incluyen un bloqueo de motor de fibra de carbono.

## Diseño
El DeltaWing fue diseñado para reducir la resistencia aerodinámica de una manera espectacular, para permitir una velocidad ligeramente más rápida en las rectas y las curvas que un Dallara IndyCar utilizado entre 2009 y 2011 tanto pára correr en los óvalos y Circuitos, con mitad de peso, un motor potente y consumo de combustible. Como su nombre lo indica, tiene una forma en Ala Delta, con un diseño inusual de 0,6 metros (2 pies/0 pulg) en la parte delantera y unos más tradicionales 1,7 metros (5 pies/7 pulg) en la parte posterior. El coche carece de aletas delanteras o traseras y carga aerodinámica viene de la parte inferior. El motor era originalmente un cuatro cilindros turboalimentado de inyección directa con unos 300 CV y una unidad montada por Ray Mallock, con Ingeniería profulsada construido con partes de Chevrolet y Nissan. El modelo que compitió en Le Mans tuvo un motor de 40 litros (8,8 Galones/11 Galones Americanos) de combustible con el tanque lleno, una medida BBS de unos 380 milímetros (15 pulgadas) neumáticos Michelín, con un peso de 475 kilogramos (1.050 libras), una relación potencia-peso de 631 HP de frenado por tonelada, y un coeficiente aerodinámico de 0,35.
El sistema de frenos pesa unos 13.2 kilogramos (29.2 libras), aproximadamente la mitad del peso normal para un coche de carreras. También es único en comparación con otros coches de carreras, que es del 72,5 por ciento en masa y el 76 por ciento en la carga aerodinámica de la parte trasera. Tiene una aleta móvil fabricada por el equipo de Dan Gurney, normalmente no permitido pero que puede ser utilizado por los vehículos experimentales.

## Modelo Cupé
En 2013, una variante cupé del DeltaWing fue presentado en las 12 Horas de Sebring de 2013. El nuevo diseño fue pensado para llevar el alas delta en línea de acuerdo a las específicaciones técnicas del LMP siguiendo el estándar de los P1, y para minimizar el riesgo del conductor de ser golpeado en el caso de accidente.

## Historia Competitiva

### 24 Horas de Le Mans de 2012
En junio de 2011 se anunció que el coche participaría 24 horas de Le Mans de 2012 con el Número 56, reservado para los vehículos experimentales. Al igual que con todos los coches de Le Mans, el DeltaWing sería biplaza. Marino Franchitti, Michael Krumm y Satoshi Motoyama condujeron el DeltaWing en Le Mans. Se clasificó en la posición 29 con un tiempo de 3:42.612, que era 18.825 menos detrás del coche que realizó la Pole Position. En la vuelta 75, cuando unas 8 horas habían sido completadas, el DeltaWing pilotado por Satoshi Motoyama colisionó con el Toyota TS030 Hybrid de Nakajima e impactó contra una barrera de hormigón en las curvas Porsche. El reglamento de la carrera estipula que si el coche puede llegar al box del equipo sin necesidad de ser empujado o remolcado pueden repararlo para continuar, por lo que Motoyama intentó repararlo sin éxito por lo o que hubo que retirar el coche de la carrera . El DeltaWing registró su mejor vuelta en carrera con un tiempo de 3:45.737, que rivalizó con algunos tiempos de los equipos LMP2. Satoru Nakajima y su equipo de mecánicos se disculparon ante sus compatriotas al finalizar la carrera.

### American Le Mans Series 2012: (Petit Le Mans)

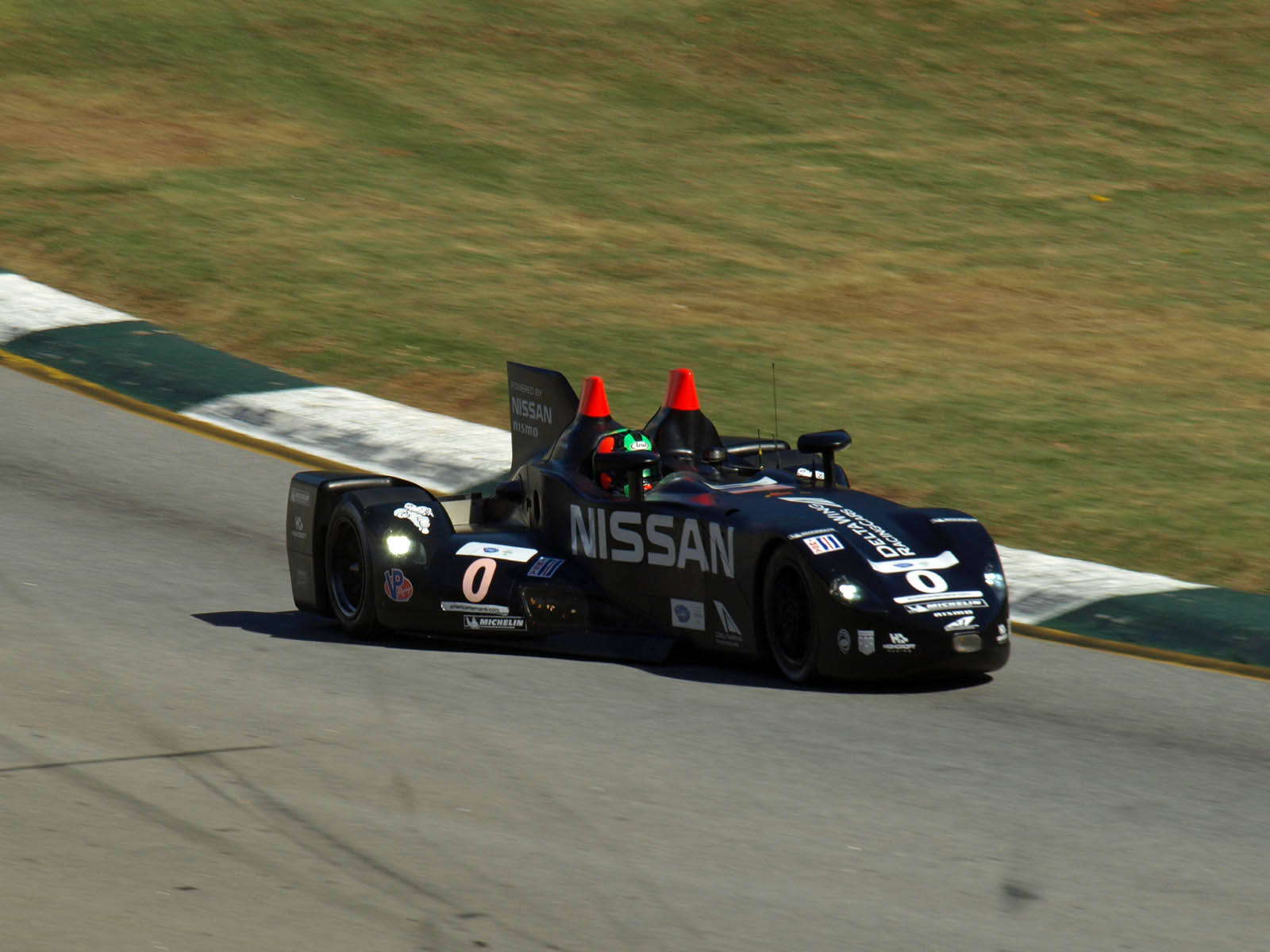
DeltaWing en Road Atlanta 2012.

Después de no poder completar las 24 Horas de Le Mans, el DeltaWing se le concedió una entrada clasificatoria al Petit Le Mans en Road Atlanta. Después de reconstruir el coche en una colisión que sufrió en la práctica, el DeltaWing terminó quinto en la general, completando 388 vueltas detrás del ganador general que giró 394. El coche también se sometió a pruebas para su posible inclusión como un nuevo coche que clasificaría en la American Le Mans Series a partir de 2013.

### American Le Mans Series 2013: 12 Horas de Sebring
El DeltaWing fue ha introducido en la cometecnia de las 12 Horas de Sebring en el Sebring International Raceway, donde fue conducido por Olivier Pla y Andy Meyrick. Pla calificó el coche en el puesto 15°, diez segundos detrás del líder del Audi R18 que se clasificó para la pole, y cinco segundos más lento que el de su rival más cercano en la clase P1, pero a 5 segundos por delante del coche más rápido de la clase GT. Después de luchar contra temperaturas durante toda la semana, el coche se retiró en la segunda hora por un fallo en el motor.